# Virginia Díaz
Virginia Díaz (Madrid, 1974) és una periodista espanyola. Actualment dirigeix el programa 180 grados a Radio 3 i presenta Cachitos de hierro y cromo a La 2, ambdós de RTVE.

## Biografia
Virginia Díaz va néixer a Madrid, encara que va passar bona part de la seva infància en Pedro Bernardo (Ávila, Castella i Lleó). És llicenciada en periodisme per la Universitat Complutense de Madrid.
En 1998 es va matricular en el Màster de Ràdio de l'Instituto RTVE i d'aquí va passar a treballar en la redacció d'informatius de Radio Nacional de España. A partir del 2000 es va integrar en la plantilla de Radio 3, primer com una de les presentadores de Los Conciertos de Radio 3 i posteriorment com a locutora en el contenidor Música es 3, sota la direcció de Beatriz Pécker. Des de 2008 presenta el programa 180 grados, especialitzat en novetats de la música alternativa espanyola i internacional, i el compatibilitza amb la subdirecció de Los Conciertos de Radio 3.
A partir de 2013 va començar a presentar el programa de televisió Cachitos de hierro y cromo, dirigit per Jero Rodríguez i en el qual es recuperen vídeos musicals de l'arxiu històric de Televisión Española.
El 2017 va ser guardonada amb el Premi Ondas en la categoria de «Millor presentador o programa de ràdio musical».